# عويم بن ساعدة
عُوَيْمُ بن ساعدة صحابي من الأنصار من بني أمية بن زيد من الأوس، كان واحدًا من الثمانية الذين لقوا النبي محمد بمكة، فعرض عليهم الإسلام، فأسلموا، ومهدوا لإسلام الأنصار. شهد عويم مع النبي محمد المشاهد كلها، وتوفي في خلافة عمر بن الخطاب.

## سيرته
ينتمي عويم بن ساعدة بن عائش بن قيس بن النعمان إلى بني أمية بن زيد أحد بطون قبيلة الأوس، وقيل أنه كان حليفًا لهم من بلي. وقد ذكر موسى بن عقبة فيما رواه عن ابن شهاب الزهري وعروة بن الزبير أن عويم بن ساعدة كان واحدًا من الثماني نفر الذين كانوا أول من لقي النبي محمد من الأنصار بمكة حين عرض عليهم الإسلام، فأسلموا. كما ذكر الواقدي أنه شهد بيعة العقبة الأولى، وأجمع المؤرخون أنه شهد بيعة العقبة الثانية، فهو واحد من أوائل الأنصار إسلامًا.
بعد الهجرة النبوية، آخى النبي محمد بينه وبين عمر بن الخطاب، وقيل بينه وبين حاطب بن أبي بلتعة. شهد عويم مع النبي محمد غزواته كلها، وقيل أنه كان أول من استنجى بالماء، وفيه وفي المتطهرين نزلت آية: ﴿لَا تَقُمْ فِيهِ أَبَدًا لَمَسْجِدٌ أُسِّسَ عَلَى التَّقْوَى مِنْ أَوَّلِ يَوْمٍ أَحَقُّ أَنْ تَقُومَ فِيهِ فِيهِ رِجَالٌ يُحِبُّونَ أَنْ يَتَطَهَّرُوا وَاللَّهُ يُحِبُّ الْمُطَّهِّرِينَ ۝١٠٨﴾ [التوبة:108]. وروى جابر بن عبد الله بن عمرو بن حرام عن النبي محمد قوله: «نعم العبد من عباد الله والرجل من أهل الجنة عويم بن ساعدة».
قال عروة بن الزبير أن عويم بن ساعدة ومعن بن عدي هما الرجلين الذين قال عنهما ابن عباس أنهما اللّذين لقيا أبا بكر الصديق وعمر بن الخطاب، وهما في طريقهما إلى سقيفة بني ساعدة بعد وفاة النبي محمد، فذكرا ما تمالأ عليه القوم، وقالا: «أين تريدان يا معشر المهاجرين؟»، قالا: «نريد إخواننا من الأنصار». فقالا: «لا عليكم أن لا تقربوهم، اقضوا أمركم»،
توفي عويم بن ساعدة في خلافة عمر بن الخطاب، وعمره 65 سنة، وقيل أنه توفي في حياة النبي محمد، وهذا لا يستقيم مع رواية عروة بن الزبير أنه شهد حادثة سقيفة بني ساعدة. وقد روت ابنة لعويم بن ساعدة أن عمر بن الخطاب وقف على قبر أبيها فقال: «لا يستطيع أحد من أهل الأرض أن يقول أنه خير من صاحب هذا القبر، ما نصب رسول الله ﷺ راية إلا وعويم تحت ظلها». وقد ذكر ابن سعد أن عويمًا ترك من الولد عتبة وسويد وقرظة أمهم أمامة بنت بكير بن ثعلبة الجشمية الخزرجية.